# Cultura de Wielbark
La cultura de Wielbark (alemán: Wielbark-Willenberg-Kultur; polaco: Kultura wielbarska; ruso: Вельбарская культура; ucraniano: Вельбарська культура) o Pomerania Oriental-Mazovia es un complejo arqueológico de la Edad de Hierro que floreció en el territorio de la actual Polonia desde el siglo I hasta el siglo V.
La cultura de Wielbark se asocia con los godos y pueblos germánicos afines, y desempeñó un papel importante en la Ruta del ámbar. Muestra vínculos culturales no únicamente con sus vecinos, sino también con el sur de Escandinavia. La cultura de Wielbark sustituyó a la anterior cultura de Oksywie en el bajo Vístula en el siglo I, y posteriormente se expandió hacia el sur a expensas de la cultura de Przeworsk, asociada a los vándalos. Esta expansión ha sido asociada por historiadores como Peter Heather con las Guerras marcomanas contemporáneas. A finales del siglo III, la cultura de Wielbark se había expandido hacia la zona del alto Dniéster, donde influyó en la cultura de Cherniajov al sur, abarcando una amplia zona entre el Danubio y el río Don.
En el siglo V d. C., la cultura de Wielbark fue sustituida por el grupo de Sukow-Dziedzice, asociado a los primeros eslavos.

## Descubrimiento
La cultura de Wielbark debe su nombre a la antigua aldea prusiana, conocida en alemán como Willenberg, donde se descubrió y registró parcialmente en 1873 un lugar de enterramiento con más de 3.000 tumbas.
La «primera descripción moderna» de la cultura no se produjo hasta el trabajo de Ryszard Wołągiewicz en la década de 1970. La integridad del cementerio y su largo periodo de uso fue la razón por la que se eligió este lugar para dar nombre a la cultura, que «abarca todas las fases de la cultura de Wielbark, así como fases anteriores a su aparición y que, por tanto, se remontan al periodo anterior, prerromano».
Muchas de las piedras del cementerio fueron trasladadas y muchas tumbas fueron dañadas por los primeros descubridores, especialmente durante la Segunda Guerra Mundial, cuando los soviéticos conquistaron la zona.

## Características

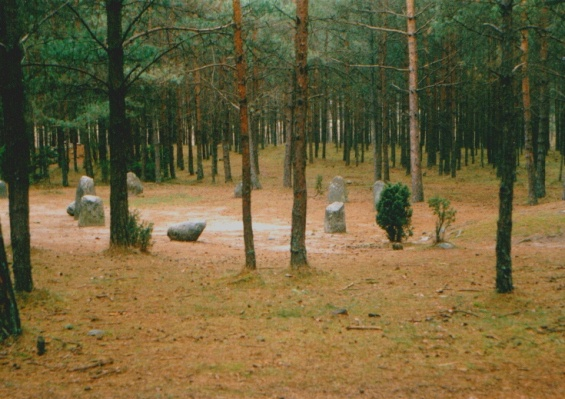
Un círculo de piedras en el norte de Polonia – Casubia.

Antes del año 1, cuando el imperio romano empezó a ser más influyente en el norte de Europa, había una relativa coherencia en las prácticas de enterramiento entre el Rin y el Vístula. Los cuerpos solían ser incinerados y había pocos ajuares funerarios, si es que había alguno. Esta situación empezó a cambiar, posiblemente como reflejo de la creciente estratificación social. La cultura de Wielbark, por ejemplo, se distingue por el uso ocasional de enterramientos monumentales en «túmulos».
La cultura de Wielbark se diferencia principalmente de su predecesora, la cultura Oksywie, por la introducción de la inhumación en lugar de la cremación, que comenzó alrededor del año 1. En particular, la cultura de Wielbark utilizaba ambos rituales. A pesar de ello, también hay indicios de continuidad entre las dos culturas. Se interpreta que esto se debe a una evolución de la cultura espiritual.
La vecina cultura de Przeworsk, en cambio, siguió practicando durante mucho tiempo la cremación, y mientras que los enterramientos de Wielbark nunca incluían armas, los de Przeworsk sí lo hacían a menudo. Sin embargo, en el siglo II, las prácticas funerarias de la cultura de Wielbark comenzaron a extenderse a las zonas de Przeworsk.
En cambio, los artefactos encontrados son en su mayoría ornamentos y trajes, aunque en algunas tumbas se han encontrado espuelas, siendo estos los únicos atributos guerreros encontrados. Los habitantes de la cultura de Wielbark utilizaban tanto técnicas de inhumación como de cremación para enterrar a sus muertos.
La cultura de Wielbark desempeñó un papel importante en la Ruta del ámbar. Una compleja serie de puentes de madera y calzadas construidas por la cultura de Wielbark estaban probablemente relacionadas con este comercio.
La cultura de Wielbark parece haber practicado una agricultura mixta. Su falta de conocimientos agrícolas hizo que sus campos fueran menos fértiles, lo que provocó que su población fuera bastante móvil. Sin embargo, varios asentamientos permanecieron estables durante cientos de años.
Una característica de la cultura de Wielbark, que tenía en común con el sur de Escandinavia, era el levantamiento de montículos cubiertos de piedra, círculos de piedra, estelas solitarias y variaciones de revestimiento de adoquines. Estos círculos de piedra podrían haber sido lugares de comida comunal.
La cultura de Wielbark presenta varias características similares a las de la cultura de Cherniajov, como la creación de cerámica artesanal en forma de cuenco, el uso por parte de las mujeres de broches de carga en cada hombro, la presencia de casas largas germánicas, la práctica tanto de la cremación como de la inhumación y la ausencia de armas depositadas en los enterramientos.

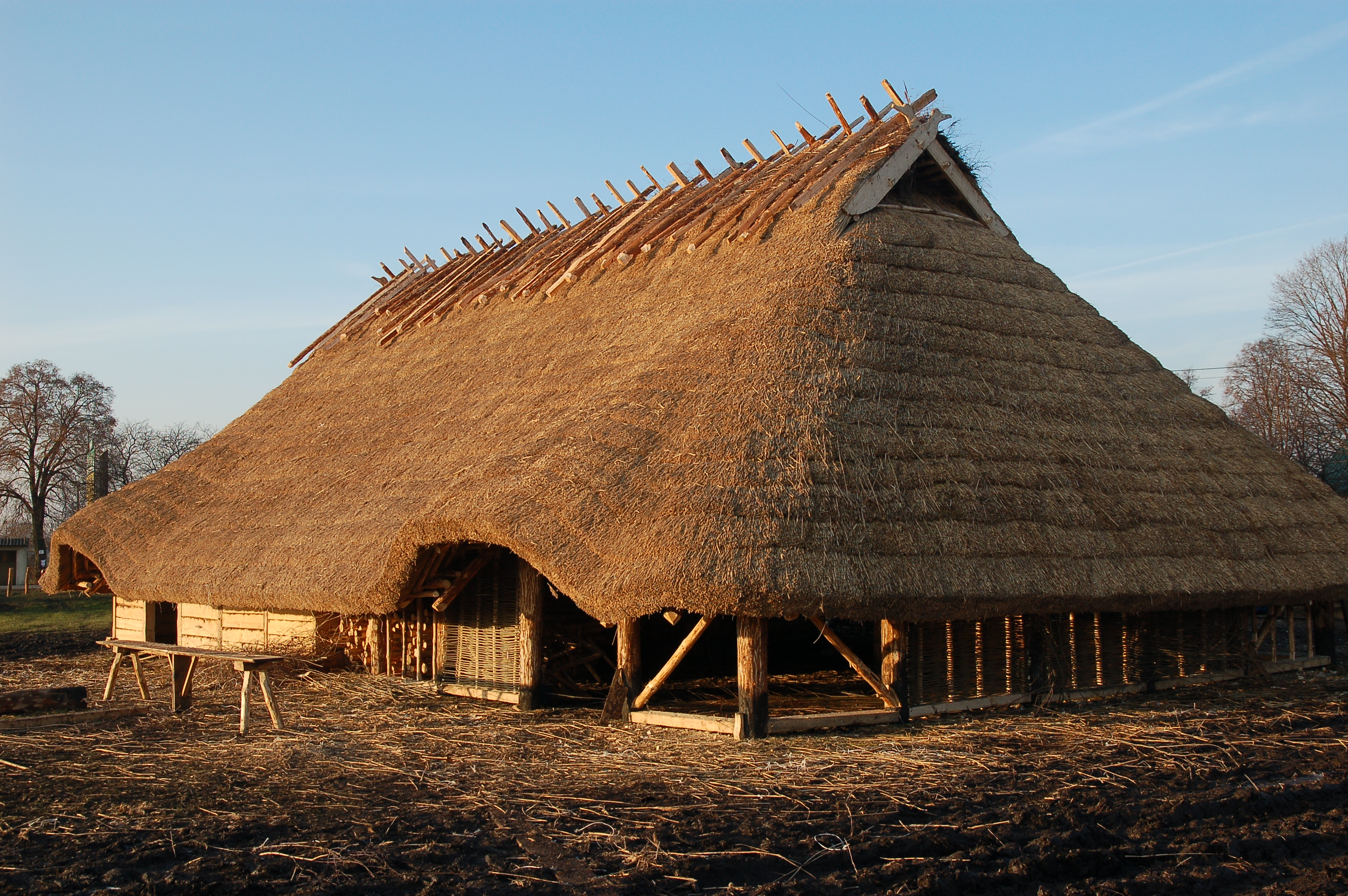
Reconstrucción de una casa de la cultura de Wielbark.

Otra característica de la cultura de Wielbark era el uso del bronce para fabricar adornos y accesorios. La plata y el oro se utilizaba raramente. El hierro parece haber sido utilizado muy raramente. En el año 2000, en Czarnówko, cerca de Lębork (Voivodato de Pomerania), se encontró un cementerio de las culturas Oksywie y Wielbark, que alcanzaron su apogeo antes de que comenzara la emigración de la población hacia el sur. Una tetera de bronce representa a varones con el peinado de nudo suevo.

## Historia

Götaland.
Isla de Gotland.
cultura de Wielbark a principios del siglo III.
Cultura de Cherniajov a principios del siglo IV.
Imperio romano.

La cultura de Wielbark surgió en el siglo I en torno a la misma zona que la cultura Oksywie, alrededor de las actuales ciudades de Gdansk y Chełmno. Se discute si la cultura de Wielbark fue una extensión de la cultura de Oksywie o si representaba una nueva población. El aumento de la densidad de Wielbark siglos después de su establecimiento sugiere que experimentó un importante crecimiento demográfico durante su existencia.
Durante los siglos I y II, la cultura de Wielbark se expandió hacia los lagos de Casubia y Krajenskian y se extendió hacia el sur, hasta la región de Poznan. Aquí expulsó a la cultura Przeworsk, que suele asociarse con los vándalos. En lugar de ser sustituida por completo, las pruebas arqueológicas sugieren que los Przeworsk fueron en cierta medida absorbidos por los Wielbark. La expansión hacia el sur de los hábitos funerarios de los Wielbark se ha relacionado con el inicio de las Guerras marcomanas. Hacia el año 200, personas de la cultura de Wielbark parecen haber sido reclutadas como soldados en el ejército romano.
En la primera mitad del siglo III, la cultura de Wielbark se expandió hacia el sur, a lo largo del Vístula y el Bug, hacia el alto Dniéster. Mientras tanto, los asentamientos de Pomerania junto al Mar Báltico fueron abandonados en cierta medida, aunque no por completo. Esta expansión fue más rápida y a mayor escala que las anteriores, y representó un cambio significativo del poder de Wielbark hacia el sur. Las pruebas arqueológicas y lingüísticas sugieren que la expansión involucró tanto a hombres como a mujeres y niños. El ataque godo a Istros en el año 238 está probablemente relacionado con esta expansión. Al norte del Mar Negro, la cultura de Wielbark desempeñó un papel decisivo en la formación de la cultura de Cherniajov a finales del siglo III, que en el siglo IV cubriría una enorme zona entre el Danubio y el río Don. Aunque históricamente es controvertido, en la actualidad se acepta universalmente que los orígenes de la cultura de Cherniajov se encuentran principalmente en la cultura de Wielbark, y que la primera representa una cultura dominada por los godos y otros pueblos germánicos.
En el actual norte de Polonia siguieron existiendo focos aislados de la cultura de Wielbark hasta el siglo V. A partir de entonces fue sustituida por el grupo Sukow-Dziedzice, que se asocia con los primeros eslavos.

## Etnia
Se cree que la cultura de Wielbark se formó bajo la influencia de los godos, los rugios, y los gépidos. Junto con la vecina cultura Przeworsk, Peter Heather la sitúa en el horizonte cultural pueblos germánicos. En el pasado, la cultura de Wielbark se relacionó a menudo con los primeros eslavos, pero tales teorías han sido descartadas por los estudiosos modernos.
La cultura de Wielbark se ha atribuido tradicionalmente a la migración de los godos de Scandza (Escandinavia) a Gothiscandza, como se relata en el relato de Jordanes sobre su origen. Aunque la influencia de los godos puede haber desempeñado un papel, la misma extensión geográfica y el uso persistente de los cementerios de Oksywie sugieren que la cultura de Wielbark surgió a partir de asentamientos humanos anteriores en la zona, a los que contribuyeron nuevos grupos de inmigrantes escandinavos a medida que iban llegando.
Los cementerios pueden dar alguna indicación en las pruebas de qué asentamientos podrían haber sido establecidos directamente por los godos. Los cementerios de túmulos en el Mar Báltico, en Polonia, con círculos de piedra elevados y estelas solitarias junto a ellos, reflejan las costumbres funerarias escandinavas, que se concentran en Gotland y Götaland. Este tipo de cementerio, que aparece a finales del siglo I, se encuentra entre el Vístula y los lagos Casubian y Krajenskian, llegando hasta la región de Koszalin.

## Características físicas
El análisis odontológico reveló que las poblaciones centroeuropeas de la época romana y de la Alta Edad Media eran indistinguibles en cuanto a los rasgos dentales no métricos, aunque esto no excluye la posibilidad de que tengan orígenes genéticamente diferentes.

## Genética
Un estudio genético publicado en PLOS ONE en 2014 examinó y comparó el ADNmt de la cultura de Wielbark y de la cultura Przeworsk, ambas pertenecientes a la Edad de Hierro Romana (RoIA), con el de poblaciones de Polonia en la Edad Media. Se examinaron 24 muestras de ADNmt procedentes de los yacimientos de Wielbark de Kowalewko (11) y Rogowo (13). Se comprobó que las muestras de Wielbark eran principalmente portadoras de tipos del Haplogrupo H (ADNmt), mientras que los tipos U y W también eran frecuentes. Se comprobó que el ADNmt de las poblaciones de Edad de Hierro romana era (RoIA) en gran medida similar al de las poblaciones medievales, aunque mostraban relaciones genéticas más estrechas con las poblaciones del norte y centro de Europa, mientras que las poblaciones medievales, por el contrario, mostraban relaciones genéticas más estrechas con los eslavos del este y sur de Europa. El ADN mitocondrial de las muestras de RoIA resultó estar más estrechamente relacionado con los polacos que con cualquier otra población moderna, mientras que también se detectaron similitudes con los bálticos y otros eslavos occidentales.
Un estudio genético publicado en Scientific Reports en 2018 examinó el ADNmt de 60 individuos enterrados en el cementerio de Wielbark de Kowalewko en los siglos I y II. La mayoría de los individuos eran portadores de tipos del haplogrupo H y U. En particular, mostraban mayores frecuencias de U5b —un linaje típicamente cazador-recolector occidental— que las poblaciones precedentes y posteriores de la zona. En comparación con algunas muestras de ADN antiguas, la mezcla mitocondrial masculina resultó estar más estrechamente relacionada con las muestras de la Edad de Hierro de Jutlandia y de la cultura neolítica tardía de Europa Central de los Cultura del vaso campaniforme. Las hembras eran más parecidas a los agricultores del Neolítico.
Un estudio genético publicado por el mismo autor en Scientific Reports en 2019 examinó el ADNmt de 27 individuos de un cementerio de Wielbark en Masłomęcz, Polonia. Los restos pertenecían a los siglos II a IV de nuestra era. Basándose en las pruebas arqueológicas, se supuso que estos individuos eran godos. Se descubrió que eran portadores en su mayoría del haplogrupo H y U. Los individuos mostraban vínculos genéticos incluso más estrechos con las poblaciones de la Edad de Hierro del sur de Escandinavia que los de Kowalewko. Los hombres y las mujeres de Masłomęcz estaban más relacionados entre sí que los de Kowalewko. También llevaban menos muestras de U5b y mostraban vínculos genéticos menos fuertes con la cultura yamna, la Cultura de la cerámica cordada, la cultura del vaso campaniforme y la cultura de Unetice que las anteriores muestras Wielbark de Kowalewko.
En un estudio genético publicado en 2017, los investigadores polacos pudieron asignar con éxito los haplogrupos de ADN-Y a 16 individuos que fueron enterrados en el sitio arqueológico de Kowalewko, que está asociado con la cultura de Wielbark. En total, 8 de las 16 muestras fueron asignadas al haplogrupo I1. De las muestras fechadas en la Edad de Hierro romana, tres pertenecían al haplogrupo I1 bajo el subclado I1-L1237 de la rama I1-Z63, una a R1b y otra a I2a2.